# Adelheidring 17

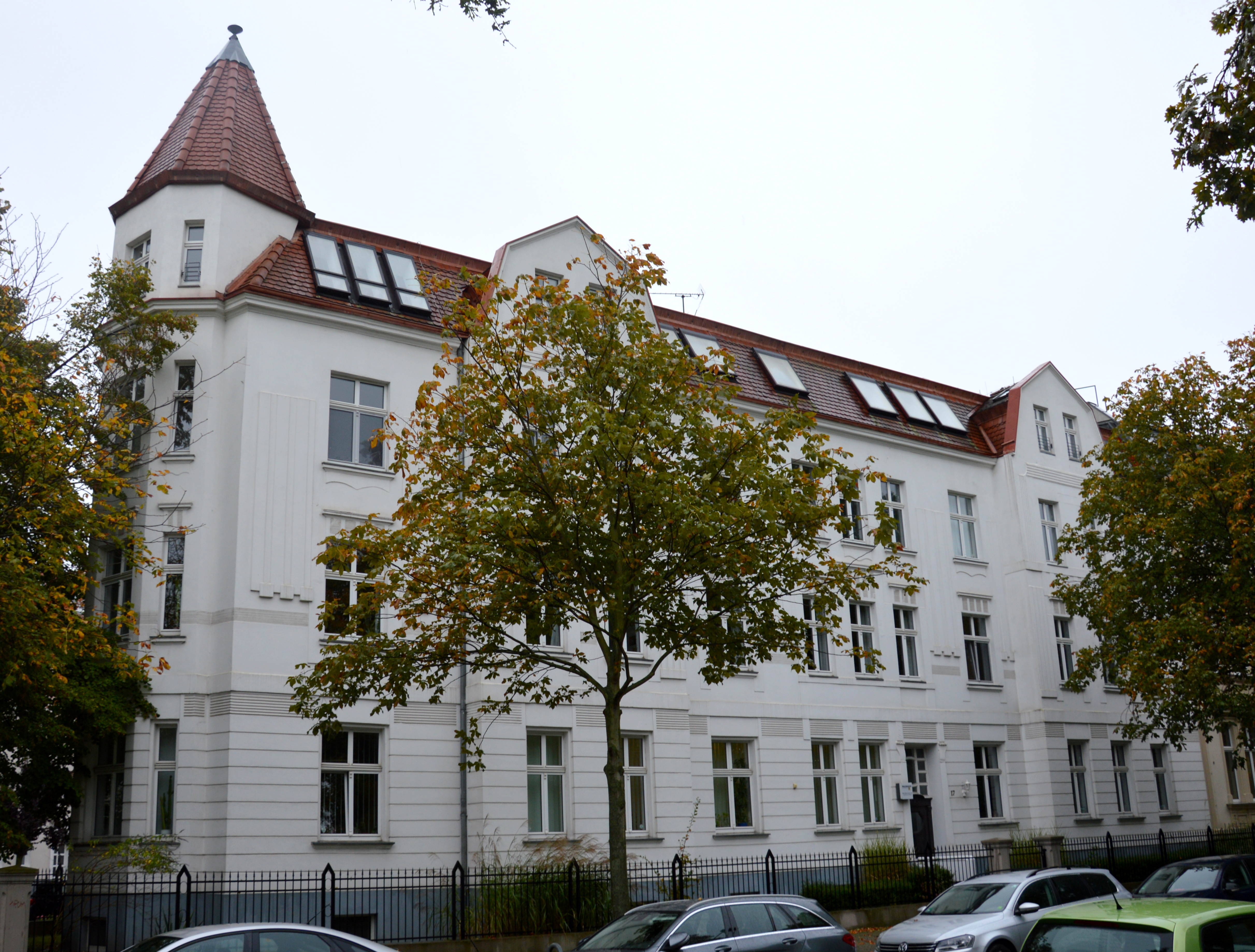
Haus Adelheidring 17

Das Haus Adelheidring 17 ist ein denkmalgeschütztes Wohnhaus in Magdeburg in Sachsen-Anhalt.

## Lage
Es befindet sich im Magdeburger Stadtteil Stadtfeld Ost auf der Westseite der Straße Adelheidring in einer spitzwinkligen Ecklage zwischen Adelheidring und Bakestraße. Nördlich grenzt das gleichfalls denkmalgeschützte Haus Adelheidring 16 an.

## Architektur und Geschichte
Das dreigeschossige Gebäude entstand in den Jahren 1903/04 nach Plänen von Friedrich Willwoldt. Die Südecke des repräsentativ gestalteten Baus wird von einem schlanken polygonalen Turm betont, der von einem spitzen Helm bekrönt wird. Die Fassaden des Hauses verfügen über risalitartige, von Giebeln überspannte Kastenerker. Es finden sich geometrisch gestaltete Verzierungen in Formen des Jugendstils.
Im Inneren des Gebäudes sind große Vier- und Sechszimmerwohnungen untergebracht.
Das Gebäude gilt als ein Zeugnis für gehobene Mietshäuser vom Anfang des 20. Jahrhunderts. Gemeinsam mit den nördlich angrenzenden Gebäuden gilt es als prägend für das Straßenbild.
Im örtlichen Denkmalverzeichnis ist das Wohnhaus unter der Erfassungsnummer 094 16759 als Baudenkmal verzeichnet.